# 유산부
유산부(劉山拊, 劉山柎, ? ~ 기원전 67년)는 전한 중기 ~ 후기의 제후로, 장사정왕의 손자이다.

## 행적
원봉 6년(기원전 105년), 아버지 유단의 뒤를 이어 안중후(安衆侯)에 봉해졌다.
지절 3년(기원전 67년)에 죽으니 시호를 절이라 하였고, 작위는 아들 유무방이 이었다.

## 출전
- 사마천, 《사기》 권21 건원이래왕자후자연표
- 반고, 《한서》 권15상 왕자후표 上

| 선대 아버지 안중강후 유단 | 전한의 안중후 기원전 105년 ~ 기원전 67년 | 후대 아들 안중목후 유무방 |